# Øksnes Vestbygd

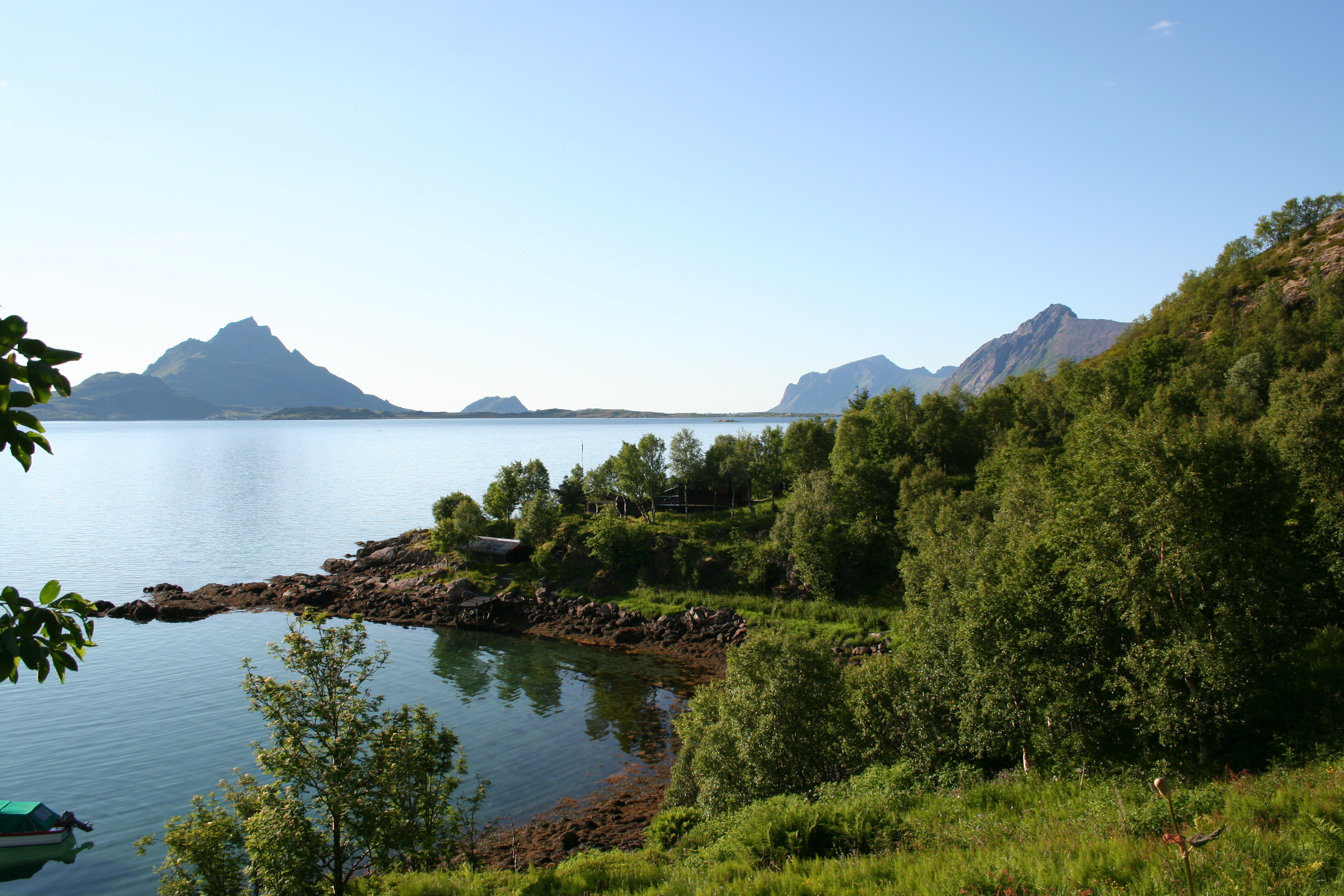
Die „Westbucht“ aus Richtung des Auenfjordens

Øksnes Vestbygd, umgangssprachlich einfach auch Vestbygda, ist der Name einer Inselgruppe im Nordwesten der zweitgrößten Vesteråleninsel Langøya im norwegischen Fylke Nordland. Diese zu deutsch so genannte „Westbucht“ ist ein Teil der Kommune Øksnes.
Die Inselgruppe umfasst die Inseln:
- Dyrøya (6,5 km²)
- Tindsøya (4,7 km²)
- Nærøya (4,7 km²)
- Børøya (1,0 km²)
- Langøya («Lille» Langøya) (0,8 km²)
- Sunderøya (0,5 km²)

Seit Jahrhunderten war die Fischerei die Lebensader dieser beschaulichen Inselwelt und bis zum Zweiten Weltkrieg blieb auch alles beim Alten. Bis dahin waren diese Inseln mit den vielen Fischerorten das Zentrum der Gemeinde Øksnes. Der Hauptort war das Kirchdorf Øksnes auf Skogsøya. In den nächsten 30 Jahren, mit dem Aufkommen des Automobils und dem Ausbau des Straßennetzes, entvölkerten sich die Eilande zusehends. Auch wurde ein neues Gemeindezentrum bei Myre, auf dem „Festland“ Langøya gebildet, das heute den Namen Øksnes trägt.
Keine dieser Inseln ist mit einer Brücke oder einen Tunnel mit dem „Festland“ verbunden. Eine Schnellbootfähre verkehrt heutzutage zwischen Myre und Skjellfjord, mit den festen Anlaufhäfen Tunstad und Barkestad. Die anderen Ortschaften werden bei Bedarf angelaufen.
Die Øksnes Vestbygd ist im Sommer ein Eldorado für Kanuten, Segler und anderer Naturliebhaber. Zu Tausenden verlaufen sie sich in der idyllischen Inselwelt, mit ihren alten und zum Teil verlassenen Fischerdörfern und den markanten Bergformationen, die in den Buchten zum Teil weiße Sandstrände aufweisen. Die Westbucht hat auch einen sehr prominenten „Fan“ – Norwegens wanderlustige Königin Sonja ist und war hier oft zu Besuch.

„Das erstemal als ich mich auf einer Vesterålenrundreise befand, hörte ich wie die Leute von einer gewissen Vestbygda sprachen. Ich dachte dabei handelt es sich nur um eine kleine Ortschaft. Aber nun da ich oft vor Ort war, ist man immer wieder erstaunt über die reichhaltige Inselwelt mit ihren kleinen Dörfern.“